# Echinogammarus foxi
Echinogammarus foxi is een vlokreeftensoort uit de familie van de Gammaridae. De wetenschappelijke naam van de soort is voor het eerst geldig gepubliceerd in 1928 door Schellenberg.